# Moiola
Moiola är en ort och kommun i provinsen Cuneo i regionen Piemonte i Italien. Kommunen hade 217 invånare (2018).